# Ford’s Theatre
Das Ford’s Theatre ist ein Theater in Washington, D.C., 511 Tenth Street, NW. 

## Vorgeschichte

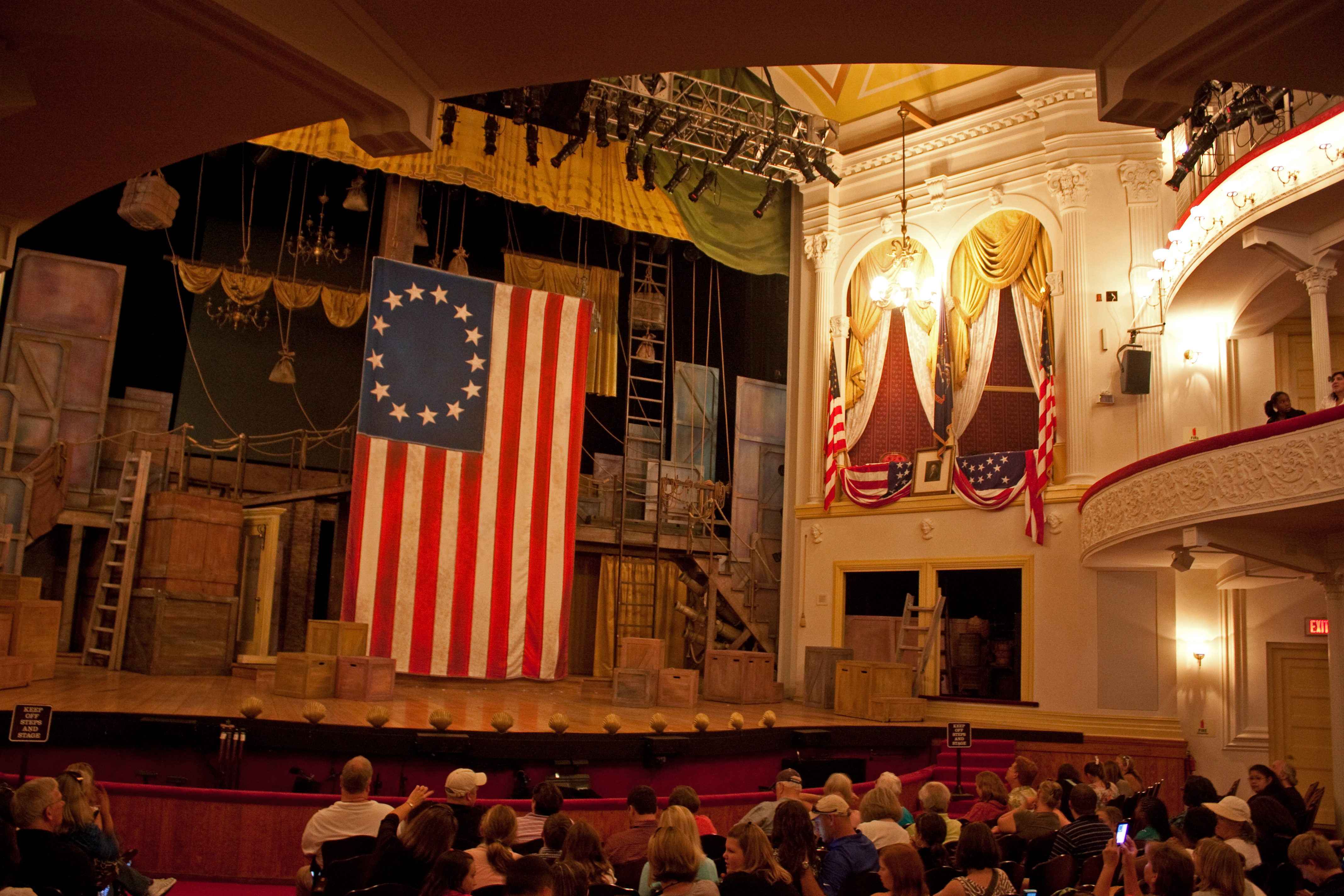
Innenansicht mit der Loge des Präsidenten

Ursprünglich befand sich an dieser Stelle ein Gotteshaus, das 1833 als zweites Versammlungshaus der First Baptist Church of Washington errichtet wurde. Pfarrer war Obadiah Bruen Brown. Nachdem die Gemeinde 1861 in ein neu errichtetes Gebäude umgezogen war, kaufte der Theatermanager und Politiker John T. Ford (1829–1894) die ehemalige Kirche und baute sie zu einem Theater um. Er nannte es zunächst Ford’s Athenaeum. Es wurde 1862 durch einen Brand zerstört und wieder aufgebaut.

## Attentat auf Abraham Lincoln
Am Abend des 14. April 1865 wurde im Theater US-Präsident Abraham Lincoln von John Wilkes Booth durch ein Attentat tödlich verwundet.
1867 wurde es von der US Army übernommen und als Archiv für die medizinischen Aufzeichnungen aus dem Bürgerkrieg verwendet. In den 1960er-Jahren wurde es nach dem Aussehen von 1865 restauriert und 1968 wiedereröffnet.
Das Theater wurde am 15. Oktober 1966 zusammen mit dem benachbarten Petersen House, in dem Lincoln seinen tödlichen Verletzungen erlag, in das National Register of Historic Places eingetragen. Am 23. Juni 1970 wurden beide Gebäude gemeinsam unter der Bezeichnung Ford’s Theatre National Historic Site zur National Historic Site erklärt.

## Nachweise
1. ↑  Zur Geschichte des Ford’s Theatre
2. ↑  Ford's Theatre National Historic Site im National Register Information System. National Park Service, abgerufen am 3. August 2017.
3. ↑  National Park Service: The National Parks: Index 2009–2011. Innenministerium der Vereinigten Staaten, ISBN 978-0-912627-81-6, S. 34.